# Marie-Catherine d’Aulnoy

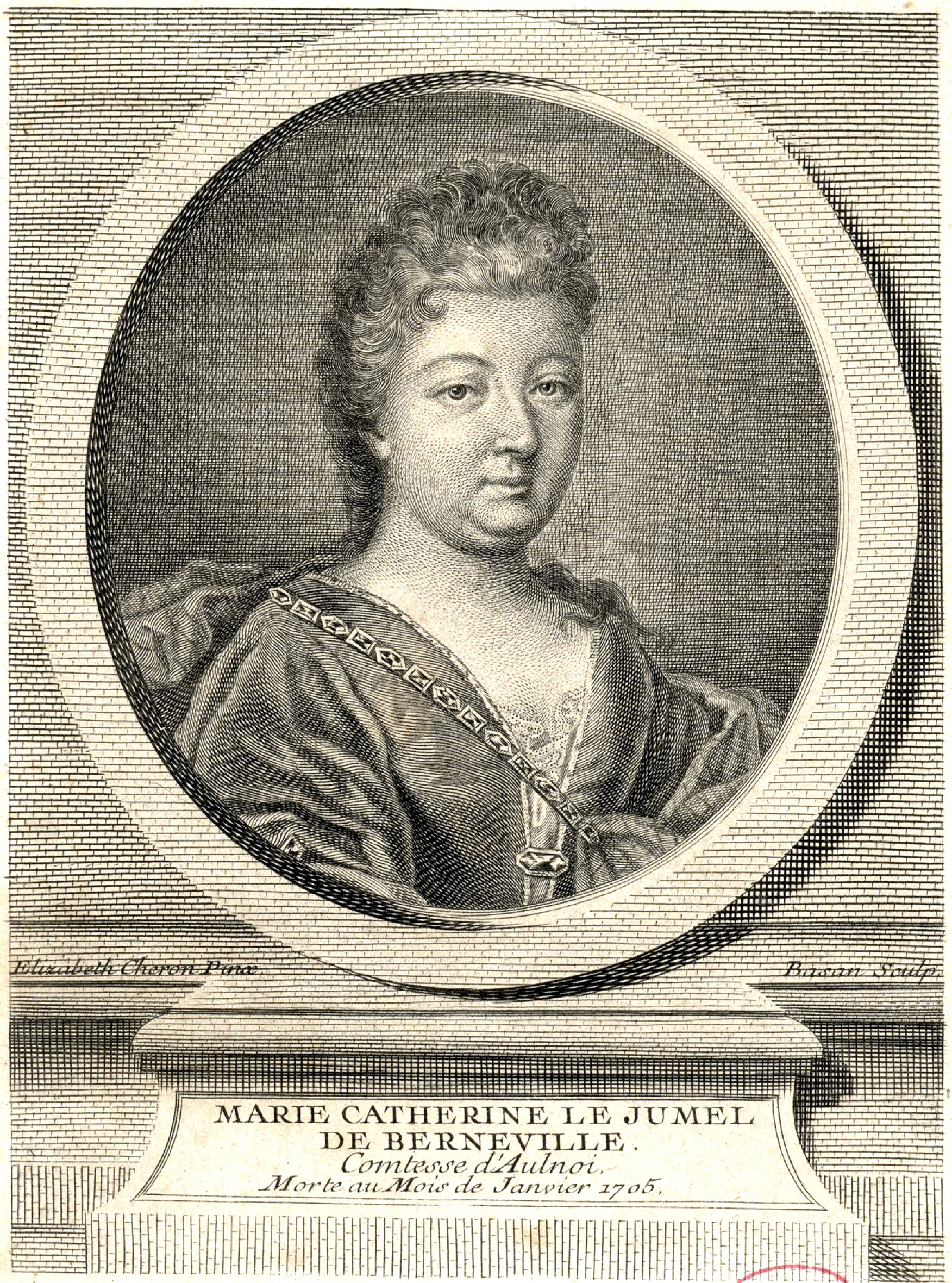
Marie-Catherine d’Aulnoy

Marie-Catherine, Baronne d’Aulnoy (* 1652 als Le Jumel de Barneville in Barneville-la-Bertran (Département Calvados); † 13. Januar 1705 in Paris), auch unter dem Namen Madame d’Aulnoy bekannt, war eine französische Roman-, Märchen- und Novellenschriftstellerin.

## Leben
Marie-Catherine d’Aulnoy entstammte einer begüterten Familie des niedrigen normannischen Landadels. Sie war die einzige Tochter von Nicolas-Claude Le Jumel, Seigneur de Barneville und Pennedepie, und Judith-Angélique Le Coustelier de Saint-Pater. Ihr Vater starb, als sie noch ein kleines Mädchen war, und ihre Mutter heiratete 1662 erneut und hieß seitdem Madame de Gudanne.  Teilweise wurde Marie-Catherine von ihrer Tante mütterlicherseits unterrichtet, die ihr einen preziösen Sprachstil beibrachte und ein großes Interesse an den damals umlaufenden Volksmärchen der Normandie einflößte.
Am 8. März 1666 feierte die etwa 15-jährige Marie-Catherine, die von Zeitgenossen als schön und geistreich beschrieben wird und mehrere Fremdsprachen (Englisch und Spanisch) beherrschte, in Paris ihre Hochzeit mit dem rund 30 Jahre älteren François de La Motte. Diese Ehe war von ihrer mittlerweile schon zum zweiten Male verwitweten Mutter arrangiert worden. Der Bräutigam Marie-Catherines fungierte als Kammerherr des Herzogs von Vendôme und war seit 1654 Baron d’Aulnoy. Er galt als leidenschaftlicher Spieler und Schürzenjäger. In den ersten Jahren der wenig glücklichen Ehe gebar Marie-Catherine ihrem Gatten mehrere Kinder, u. a. die Töchter Marie-Angélique (* 1667), Anne (* 1668) und Judith-Henriette (* 1669).
Der Gemahl von Marie-Catherine d’Aulnoy wurde aufgrund der Falschaussagen ihrer Mutter und zweier Adliger – Charles Bonnenfant, Sieur de La Moisière und Jacques Antoine de Crux, Marquis de Courboyer – der Majestätsbeleidigung beschuldigt und am 24. September 1669 verhaftet; er musste in der Bastille einsitzen. Das Motiv für diese Tat lag darin, dass Madame de Gudanne sich das Vermögen ihres Schwiegersohns aneignen wollte. Der Hintergrund für die gewählte Art des Komplotts war, dass der Baron d’Aulnoy sich bereits öfters unvorsichtig geäußert hatte und König Ludwig XIV. in der Regel jeden Fall von lèse-majesté mit dem Tod bestrafen ließ. Nachdem der Baron d’Aulnoy aber seine Unschuld hatte beweisen können, kam er wieder frei. Madame de Gudanne gelang es rechtzeitig nach England und anschließend nach Spanien zu fliehen, während ihre beiden Falschzeugen am 11. Dezember 1669 enthauptet wurden. Auch ein in den Skandal verwickelter Liebhaber der Madame de Gudanne wurde hingerichtet.
Inwieweit Madame d’Aulnoy selbst in die Affäre involviert war, ist nicht genau bekannt. Wahrscheinlich hatte sie sich deswegen nur für einige Zeit in einem Kloster aufzuhalten. Jedenfalls führte das Ereignis aber zur dauerhaften Trennung von ihrem Gemahl, der sie vor seinem am 21. August 1700 erfolgten Tod testamentarisch von jeglicher Erbschaft ausschloss. Ihre Lebensumstände von 1670 bis 1685 sind kaum bekannt. Möglicherweise lebte sie 1672/73 in Flandern, 1675 in England, 1676/77 wieder in Paris, 1679–1681 bei ihrer nun als spanisch-französische Doppelagentin arbeitenden Mutter in Spanien und 1682 erneut in England. 1685 durfte sie sich wieder dauerhaft in Paris niederlassen und eröffnete in der Rue Saint-Benoît einen femininen literarischen Salon. Nachdem sie erst 1690 im Alter von etwa 40 Jahren schriftstellerisch tätig zu werden begonnen und gleich mit ihrem ersten Roman L’Histoire d’Hypolite, comte de Duglas ihre Reputation als Autorin begründet hatte, schuf sie in den folgenden 13 Jahren ein bedeutendes literarisches Œuvre. Gegen Ende des 17. Jahrhunderts wurde sie von der französischen Malerin und Dichterin Elisabeth Sophie Chéron auf einem heute verlorenen Gemälde dargestellt, von dem sich jedoch wenigstens ein darauf basierender Stich des Graveurs Pierre-François Basan erhalten hat (siehe obige Abbildung).
1699 wurde Angélique-Nicole Carlier Tiquet, eine enge Freundin Madame d’Aulnoys, verdächtigt, die Ermordung ihres Gatten inszeniert zu haben. Sie bestritt das Verbrechen und gab an, zum Zeitpunkt der Tat in d’Aulnoys Salon gewesen zu sein. Dennoch wurde sie hingerichtet. Die durch diese Affäre in ein schiefes Licht gerückte Madame d’Aulnoy zog sich in ein Kloster zurück, stellte aber ihre schriftstellerische Produktion nicht gänzlich ein. Sie starb Anfang 1705 in Paris im Alter von etwa 55 Jahren.

## Schriftstellerische Tätigkeit
Madame d’Aulnoy verfasste Romane, Novellen, Feenmärchen und Reiseberichte, die am Ende des 17. Jahrhunderts und im 18. Jahrhundert oftmals neu ediert und häufig bald nach ihrem ersten Erscheinen in andere Sprachen, insbesondere Englisch, Deutsch, Spanisch und Niederländisch, übersetzt wurden. Der populäre Verleger Claude Barbin gab etliche ihrer Werke heraus und sie erlangte die Patronage zweier Töchter Ludwigs XIV., Marie Anne und Louise Françoise. 1698 wurde sie aufgrund ihres hohen literarischen Ansehens als eine der neun französischen Musen in die renommierte Accademia dei Ricovrati von Padua aufgenommen, wobei sie den Titel „Klio, Muse der Geschichte“ erhielt. Außerdem wurde sie in Rezensionen zeitgenössischer Zeitschriften wie dem Mercure galant und der Histoire des ouvrages des savants gepriesen. Die den meisten ihrer Werke zugrunde liegende Hauptthematik ist die Liebe zwischen (heterosexuellen) Paaren.
Bekanntheit als Schriftstellerin erlangte Madame d’Aulnoy 1690 durch die Veröffentlichung ihres ersten, hauptsächlich in England spielenden Romans L’Histoire d’Hypolite, comte de Duglas. Darin wird eine Liebesgeschichte um die tugendsame, verwaiste Julie und den kühnen, gefühlvollen Hypolite dargestellt. Held und Heldin sind Prototypen für d’Aulnoys ähnlich charakterisierte Hauptfiguren ihrer späteren Märchen. Durch die daraufhin folgenden Reiseberichte Mémoires de la cour d’Espagne (1690) und Relation du voyage d’Espagne (1691) erlangte d’Aulnoy auch internationalen literarischen Erfolg. Das letztgenannte, später vom französischen Philosophen und Historiker Hippolyte Taine sehr gelobte Werk beschreibt in Form von 15 Briefen eine Reise durch Spanien einschließlich eines Aufenthalts in Madrid von 1679 bis 1681. Beide Reiseberichte wurden bis ins 19. Jahrhundert für authentische Informationsquellen über die Iberische Halbinsel gehalten, bis der französische Hispanist und Literaturwissenschaftler Raymond Foulché-Delbosc 1926 zeigte, dass der Inhalt der Mémoires de la cour d’Espagne fast gänzlich und jener der Relation du voyage d’Espagne etwa zur Hälfte aus früheren Werken, u. a. älteren Reisebeschreibungen und der Gazette de France, stammte. 1691 schrieb d’Aulnoy ferner zwei erst sieben Jahre später herausgegebene religiöse Abhandlungen, Sentiments d’une âme pénitente und Le Retour d’une âme à Dieu, die Paraphrasen zweier Psalmen darstellen; in Ersterer bedauert sie ihre früheren Ausschweifungen.
1692 veröffentlichte d’Aulnoy den Roman Histoire de Jean de Bourbon, prince de Carency, dessen sich um das Liebespaar Jean de Bourbon und Leonide de Velasco drehende Handlung im späten 14. Jahrhundert angesiedelt ist. Die Autorin verrät in diesem Werk ihre Kenntnisse über mittelalterliche Geschichte und Ritterromanzen, lässt die Geschichte aber für die Liebenden nicht glücklich enden, indem Leonide von ihrer Rivalin Casilda umgebracht wird. Noch im gleichen Jahr erschien die Novellensammlung Nouvelles Espagnoles. 1693 verfasste d’Aulnoy die Nouvelles, ou Mémoires historiques, in denen sie die Kriege Ludwigs XIV. gegen die Niederlande genau, detailliert und verherrlichend beschreibt. 1695 publizierte sie die romanhaften Mémoires de la Cour d’Angleterre, die mehrere Neuauflagen erlebten, so 1727 unter dem Titel Anecdote secrète et galante de la cour d’Angleterre. In der heutigen Zeit sind aber vor allem noch Madame d’Aulnoys 1697/98 verfassten Märchensammlungen (s. u.) bekannt. Nur ihren 1703 entstandenen letzten Roman Le Comte de Warwick gab sie unter ihrem richtigen Namen heraus, während sie ansonsten häufig das Pseudonym Madame D*** verwendete.
Nachdem das Œuvre von Madame d’Aulnoy zu ihren Lebzeiten und im 18. Jahrhundert sehr viel Erfolg gehabt und von den meisten Kritikern eine positive Beurteilung erfahren hatte, wobei ihre Märchen bisweilen sogar jenen von Charles Perrault vorgezogen worden waren, erfolgte im 19. Jahrhundert eine Herabstufung ihres Ranges als Schriftstellerin. Sie wurde wie viele andere femmes de lettres aus dem Kanon bedeutender französischer Autoren ausgeschlossen und ihr Werk vielfach als zu geschwätzig und überbordend fantastisch kritisiert. Seit dem 19. Jahrhundert fanden auch im Wesentlichen nur noch d’Aulnoys Märchen größere Beachtung, während ihre anderen Schriften eher in Vergessenheit gerieten. Erst im 20. Jahrhundert wurde ihr Werk auf breiterer Basis wissenschaftlich untersucht. Eine maßgebliche Biographie einschließlich Bibliographie ihrer Bücher legte Raymond Foulché-Delbosc (Madame d’Aulnoy et l’Espagne, in: Revue hispanique 67 (1926), S. 1–152) vor. Die erste Monographie über ihre Contes des fées veröffentlichte Kurt Krüger (Die Märchen der Baronin Aulnoy, Leisnig 1914). In der Folge beschäftigten sich die meisten Studien zu ihren Werken ebenfalls vorrangig mit ihren Märchen. Aus feministisch-kritischer Sicht analysierte dabei etwa Michèle Farrell u. a. die Darstellung weiblicher Sexualität (Celebration and Repression of Feminine Desire in Madame d’Aulnoy’s Fairy Tale: La Chatte Blanche, in. L’Esprit Créateur 29, Nr. 3 (1989), S. 52–64). Allerdings setzen sich auch heute noch nur relativ wenige Gelehrte mit d’Aulnoys literarischer Hinterlassenschaft auseinander; am häufigsten wird eine Auswahl ihrer Contes des fées als Teil der Kinderliteratur gelesen.

### Märchen
Bereits 1690 – und damit sieben Jahre vor der Publikation der Märchen von Charles Perrault – hatte Madame d’Aulnoy in ihre Histoire d’Hypolite, comte de Duglas ein Feenmärchen, L’île de la félicité (Die Insel der Glückseligkeit), integriert, womit sie als Begründerin der Gattung des französischen Kunstmärchens angesehen werden kann. 1697 und 1698 veröffentlichte sie unter den Titeln Les Contes des fées und Contes nouveaux ou Les Fées à la mode acht Bände mit insgesamt 24 Märchen. Die letzten drei Bände der Contes nouveaux ou Les Fées à la mode stellen eine Novelle, Le Nouveau Gentilhomme bourgeois, dar, die sechs Märchen einrahmt. Ihre Feenerzählungen, die nicht für Kinder, sondern als Lektüre für Erwachsene der adligen Gesellschaft gedacht waren, initiierten in Frankreich in den letzten zwei Jahrzehnten der Regierung Ludwigs XIV. eine Reihe weiterer Märchensammlungen, die außer vom bereits erwähnten Charles Perrault u. a. von Catherine Bernard, Henriette-Julie de Castelnau, comtesse de Murat, Charlotte-Rose de Caumont de La Force und Marie-Jeanne Lhéritier de Villandon stammen. Erst die spätere Rezeption formte d’Aulnoys Märchen teilweise in kindertaugliche Literatur um.
Die Madame d’Aulnoys Erzählungen zugrunde liegenden Märchenstoffe entstammen zumeist damals auf dem Land kursierender mündlicher Überlieferung, die sie mit romanhaften Elementen wie etwa langen, sentimentalen Gesprächen zwischen dem Heldenpaar ausschmückte. In ihren am berühmtesten gewordenen, seit dem 18. Jahrhundert durch Kolportage weit verbreiteten Märchen wie L’oiseau bleu, Finette Cendron und La chatte blanche hat sie den überkommenen volkstümlichen Stoff am geringfügigsten verändert. Von ihr selbst erfundene Erzählungen sind u. a. Babiole, Le nain jaune und Le rameau d’or. Aus der ersten europäischen Märchensammlung Le piacevoli notti (1550–1553) des italienischen Schriftstellers Gian Francesco Straparola entnahm sie Material für ihre Stücke La Princesse Belle-Étoile et le Prince Chéri, Le Prince Marcassin und Le Dauphin.
In d’Aulnoys Märchen, in denen an traditionellen Motiven insbesondere jenes der Metamorphose, etwa Verwandlung von Menschen in Tiere wie in L’oiseau bleu, vorkommt, zeichnet die Autorin das Bild einer neuen Geschlechterordnung, in der die Frauen größere Entfaltungsmöglichkeiten als in ihrer damaligen realen Welt besitzen. Ihre Prinzessinnen verkörpern nicht eine klischeehaft passive Rolle, sondern sind aktiv und selbstbestimmt handelnde Protagonistinnen, während die Prinzen eher passiv dargestellt werden. Die weiblichen Hauptfiguren stehen auch generell im Mittelpunkt der Handlung. Anspielungen auf reale Vergnügungen der Aristokratie ihrer Zeit wie Hoftänze, Spiele und Opern macht Madame d’Aulnoy etwa in ihren Märchen La Princesse Belle-Étoile et le Prince Chéri, Le Prince Lutin und Le Serpentin vert. Sie kritisiert aber scharf die Intrigen am Hof Ludwigs XIV. sowie die Willkür des absoluten Herrschers und entwirft im Sinne weiblicher Glücksvorstellungen eine Liebeskonzeption, der zärtliche und behutsame Annäherung zwischen den Geschlechtern zugrunde liegt. Sie tritt in ihren Märchen für bessere gesellschaftliche Bedingungen für Frauen ein, die leichter höhere Bildung erreichen können, nicht mehr zwangsweise in Klöster eingesperrt werden und keine Konvenienzehe mehr eingehen müssen sollten.

### Werke
Die im Folgenden angeführten Bücher gab Madame d’Aulnoy im Vorwort ihres letzten, unter ihrem richtigen Namen veröffentlichten Romans Le Comte de Warwick explizit als ihre eigenen Werke an:
- L’Histoire d’Hypolite, comte de Duglas, Paris, L. Sevestre, 1690 (deutsch Historie des Hipolytus, Grafen von Duglas, 1744) Digitalisat
- Mémoires de la cour d’Espagne, 2 Bde., Paris, C. Barbin, 1690 (neu hrsg. von Madame B. Carey, La Cour et la ville de Madrid vers la fin du XVIIe siècle, Paris, 1876) Band 1 Band 2
- Relation du voyage d’Espagne, 3 Bde., Paris, C. Barbin, 1691 (deutsch Spanische Staats-Geschichte, beschrieben von der Gräfin d’Aulnoy, benebenst einem anhang, die nach absterben König Carln des II. erfolgte große Revolution in Spanien betreffend, 1703, Digitalisat)
- Histoire de Jean de Bourbon, prince de Carency, 3 Bde., Paris, C. Barbin, 1692 Band 1 Band 2
- Nouvelles Espagnoles, 2 Bde., Paris, C. Barbin, 1692 Band 1 Band 2
- Nouvelles, ou Mémoires historiques contenant ce qui s’est passé de plus remarquable dans l’Europe … depuis 1672 jusqu'en 1679, 2 Bde., Paris, C. Barbin, 1693 Band 1
- Mémoires de la Cour d’Angleterre, 2 Bde., Paris, C. Barbin, 1695 Band 1 Band 2
- Les Contes des fées, 4 Bde., Paris, Veuve de T. Girard, 1697 (Originalausgabe verloren; deutsch Feen-Mährchen der Frau Gräfin von Aulnoy, in: Friedrich Justin Bertuch (Hrsg.), Blaue Bibliothek aller Nationen, Bd. 3, 4, 9, 10, Gotha/Weimar 1790–1791 und 1796)
- Les Contes nouveaux ou Les Fées à la mode, 4 Bde., Paris, Veuve de T. Girard, 1698
- Sentiments d’une âme pénitente, sur le pseaume 50, Miserere mei Deus, et Le Retour d’une âme à Dieu, sur le pseaume 102. Bendic anima mea…, Paris, Veuve de T. Girard, 1698
- Le Comte de Warwick, 2 Bde., Paris, Compagnie des Librairies Associés, 1703 (deutsch Der verliebte Engländer oder der vortreffliche und glückselige Graf von Warwick, 1704) Band 1 Band 2
- Le cabinet des fees, 1717, Band 1 Band 2

### Zugeschriebene Werke (Auswahl)
- Nouvelles d’Élisabeth, reyne d’Angleterre, 2 Bde., Paris, 1674
- Mémoires des avantures singulières de la cour de France, La Haye, Alberts, 1692
- Mémoires secrets de Mr L.D.D.O. ou Les Avantures comiques de plusieurs grands princes de la cour de France, Paris, Bredou, 1696

### Liste der Märchen
Im Folgenden sind die Feenmärchen von Madame d’Aulnoy aufgelistet, die in ihrem Roman L’Histoire d’Hypolite, comte de Duglas sowie in ihren beiden Werken Les Contes des fées und Les Contes nouveaux ou Les Fées à la mode enthalten waren:
| - Adolphe und die Insel der Glückseligkeit – Adolphe (aus L’Histoire d’Hypolite, comte de Duglas) - Gracieuse und Percinet – Gracieuse et Percinet - Die Schöne mit den goldenen Haaren – La Belle aux cheveux d’or - Der blaue Vogel – L’Oiseau Bleu - Der Prinz Kobold – Le Prince Lutin - Der goldene Zweig – Le Rameau d’or - Babiole – Babiole - Der gelbe Zwerg – Le Nain jaune - Der wohltätige Frosch – La Grenouille bienfaisante - Die weiße Katze – La Chatte blanche - Bellebelle oder Der Ritter Fortunat – Belle-Belle ou le Chavalier Fortuné - Prinzessin Frühlingsschön – La Princesse Printaniére | - Prinzessin Rosette – La Princesse Rosette - Der Orangenbaum und die Biene – L'Orangier et l'Abeille - Der Widder – Le Mouton - Finette – Finette Cendron - Der grüne Serpentin – Serpentin vert - Die weiße Hindin – La Biche au bois - Prinzessin Schöngestirn und Prinz Vielgeliebt – La Princesse Belle-Étoile et le Prince Chéri - Prinz Frischling – Le Prince Marcassin - Der Delphin – Le Dauphin - Täuberich und Taube – Le Pigeon et la Colombe - Das gute Mäuschen – La bonne petite souris |